# Атрагон: Летающая суперсубмарина
«Атрагон» (яп. 海底軍艦) — японский фильм токусацу режиссёра Исиро Хонда, снятый по мотивам произведений Сюнро Осикава. В Японии фильм вышел в прокат в декабре 1963 года, а в США — лишь в марте 1965 года. В Японии фильм издавался на VHS с 1982 года, в США он сразу вышел на DVD в 2005 году. Это первый фильм, в котором появляется Манда — кайдзю, который впоследствии ещё не раз был показан в других фильмах.

## Сюжет
Где-то на дне Тихого океана находится подводный город — последний остаток от некогда могущественной империи Мю. Его обитатели настроены враждебно по отношению к современному наземному миру и хотят его колонизировать, а людей сделать своими рабами. На всём западном побережье Тихого океана происходят таинственные исчезновения морских судов, похищения людей, обладающих значительным влиянием на окружающих, а позже из-за устраиваемых взрывов целые города начинают проваливаться под землю — посланники Мю начинают вторжение в наш мир. Однако у людей есть надежда на спасение — в засекреченном подводном доке Японии находится новейшая субмарина Атрагон (Готэнго), которая может не только плыть под водой, но и лететь по воздуху. Это самое совершенное орудие, которое смело можно использовать в прямом столкновении с врагом. Но проблема не только в том, что жители империи Мю во многом опережают нас в техническом развитии, но и в том, что их божество — великий морской дракон Манда — оказывается не плодом их воображения, а реально существующим чудовищем…

## В главных ролях
| Актёр           | Роль                           |
| --------------- | ------------------------------ |
| Тадао Такасима  | фотограф Сюсуму Хатанака       |
| Ёко Фудзияма    | Макото Дзингудзи               |
| Ю Фудзики       | Ёсито Нисибэ                   |
| Кэн Уэхара      | адмирал Кюсуми                 |
| Дзюн Тадзаки    | капитан Хасиро Дзингудзи       |
| Кэндзи Сахара   | агент Мю Юмино                 |
| Хироси Коидзуми | Ито                            |
| Ёсифуми Тадзима | Сабуро Амана                   |
| Хироси Хасэгава | лейтенант Фудзи                |
| Акихико Хирата  | агент Мю №23                   |
| Тецуко Кобаяси  | императрица Мю                 |
| Хидэё Амамото   | жрец Мю                        |
| Минору Такада   | начальник Министерства обороны |
| Акеми Кита      | фотомодель Римако              |
| Икио Савамюра   | таксист                        |

## Влияние фильма
Фильм имел немалый успех как в Японии, так и в других странах. Самой известной сценой стало нападение дракона Манды на Готэнго. Этот эпизод был повторён в фильме «Годзилла: Финальные войны» (2004), а Манда также появился в фильмах «Уничтожить всех монстров» и «Атака Годзиллы», а также в игре Godzilla: Monster War.

## Похожие фильмы
- «Годзилла против Мегалона» — в этом фильме сушу также хотят завоевать люди из некогда великого мира, последние остатки которого сохранились на большой глубине. Для этой целей захватчики также используют своего монстра.
- «Мотра 2» — сюжет этого фильма также связан с затонувшим континентом Мю.
- «Рептиликус» — фильм 1961 года, фигурирующий в нём монстр напоминает Манду.
- «Война динозавров» — в фильме тоже присутствует восточный дракон, похожий на Манду.

## Факты
- В качестве чудовища продюсер Томоюки Танака не случайно выбрал змеевидного дракона — приближался 1965 год, год Деревянной Змеи.
- В Эдинбурге существует метал-группа с названием «Атрагон»[1].